# Campeonato Sul-Americano de Voleibol Feminino de 1987
O 17º Campeonato Sul-Americano de Voleibol Feminino foi realizado no ano de 1987 em Montevidéu, Uruguai.

## Tabela Final
| Posição | Equipe    |
| ------- | --------- |
|         | Peru      |
|         | Brasil    |
|         | Venezuela |
| 4       | Argentina |
| 5       | Paraguai  |
| 6       | Uruguai   |
| 7       | Chile     |

## Premiação
| Campeonato Sul-Americano de Voleibol Feminino de 1987 |
| border.                                               |
| ----------------------------------------------------- |
| Peru (10º título)                                     |